# Paolo Rossi (calciatore 1956)
Paolo Rossi (Prato, 23 settembre 1956 – Siena, 9 dicembre 2020) è stato un calciatore italiano, di ruolo attaccante. Con la nazionale italiana è diventato campione del mondo nel 1982.
Soprannominato Pablito dopo il suo exploit al campionato del mondo 1978 in Argentina, è ricordato principalmente per le sue prodezze e per i suoi gol alla successiva rassegna mondiale di Spagna 1982, dove si aggiudicò il titolo di capocannoniere. Nello stesso anno vinse anche il Pallone d'oro.
Insieme a Roberto Baggio e Christian Vieri detiene il record italiano di marcature al campionato mondiale di calcio, a quota 9 gol. È stato il primo giocatore in assoluto (eguagliato dal solo Ronaldo nel 2002) ad aver vinto nello stesso anno il mondiale, il titolo di capocannoniere di tale competizione e il Pallone d'oro.
Occupa la 42ª posizione nella speciale classifica dei migliori calciatori del XX secolo pubblicata dalla rivista World Soccer. Nel 2004 è stato inserito nella FIFA 100, una lista dei 125 più grandi giocatori viventi, selezionata da Pelé e dalla FIFA in occasione del centenario della federazione. È risultato 12º nell'UEFA Golden Jubilee Poll, un sondaggio online condotto dalla UEFA per celebrare i migliori calciatori d'Europa dei cinquant'anni precedenti.
È inserito dal 2016 nella Hall of Fame del calcio italiano e dal 2021 nella Walk of Fame dello sport italiano.

## Biografia
Iniziò a giocare a calcio all'età di nove anni con il Santa Lucia, squadra della frazione di Prato, messa in piedi dal medico locale, il dottor Paiar; nella stessa squadra militava anche il fratello maggiore, Rossano. Al padre Vittorio, ex ala destra del Prato, è oggi dedicato il campo sportivo del Santa Lucia. Dal primo matrimonio in gioventù con Simonetta nacque un figlio; dopo il divorzio, nel 1998 conobbe la giornalista Federica Cappelletti che poi sposò nel 2010 e dalla quale ebbe due figlie.
Come cantante realizzò nel 1980 un 45 giri, con la canzone Domenica, alle tre, il cui testo tratta il tema del rapporto tra i calciatori e le proprie compagne.
Nel 1999 venne candidato alle elezioni europee per Alleanza Nazionale - Patto Segni, nella circoscrizione Nord-Est ottenendo oltre 11.000 preferenze, non venendo eletto. Nel 2000 si candidò alla presidenza della Lega Pallavolo Serie A femminile, senza tuttavia essere eletto.
In televisione ricoprì il ruolo di opinionista per varie emittenti italiane quali Sky Sport, Premium Sport e Rai Sport. Nel 2011 partecipò inoltre al programma Ballando con le stelle come concorrente.
A Vicenza, città dove assurse alla notorietà e a cui rimase legato negli anni seguenti, tanto da ricevere pochi mesi prima della morte anche la cittadinanza onoraria, gestì per lungo tempo un'agenzia immobiliare insieme all'ex compagno di squadra Giancarlo Salvi. Nei suoi ultimi vent'anni di vita tornò a vivere nella natìa Toscana, stabilendosi in Valdambra dove dal 2003 aveva messo in piedi un complesso agrituristico a Bucine, in località Poggio Cennina.

### Il rapporto con Fabbri e Bearzot
Rossi al L.R. Vicenza ebbe un ottimo rapporto con l'allenatore Giovan Battista Fabbri, sia dentro che fuori dal campo. Fabbri fu l'artefice della trasformazione tattica del giocatore da ala a centravanti puro. Il giocatore ricordò così il rapporto col suo mentore: «Fabbri è stato un padre per me, il classico padre di famiglia che ti consiglia, ti prende sotto la sua protezione, è stato proprio così. Teneva le fila di tutto l'ambiente, ha fatto in modo che si creasse una grande unione tra di noi. Era un grande conoscitore e un grande amante del calcio, predicava il fatto che tutti a cominciare dai difensori dovevano giocare a pallone. Io, in particolare, gli devo molto, è stato lui che mi ha trasformato da ala a centravanti, ha visto subito che potevo avere un ruolo diverso e ha cambiato sicuramente la mia carriera».

Rossi (a destra) e il tecnico Giovan Battista Fabbri in una pausa d'allenamento con il L.R. Vicenza a fine anni 70

Importante per la carriera di Rossi fu anche il commissario tecnico dell'Italia, Enzo Bearzot. Il tecnico lo confermò tra i convocati per il campionato del mondo 1978 e fu l'artefice del grande successo del giocatore sul campo. Bearzot, inoltre, fu anche uno dei pochi che credettero nell'innocenza di Pablito a seguito dello scandalo scommesse. Nonostante un'opposizione generale, il citì decise di convocarlo al campionato del mondo 1982; una chiamata che lo stesso Rossi reputava possibile, conoscendo la stima che Bearzot aveva nei suoi confronti: «La convocazione me l'aspettavo, Bearzot aveva fiducia in me, in Argentina ero andato bene».
Al funerale del tecnico, scomparso il 21 dicembre 2010, Rossi lo ricordò con queste parole: «Io a lui devo tutto, senza di lui non avrei fatto quel che ho fatto. Era una persona di una onestà incredibile e un tecnico di grande spessore. Incarnava la figura dell'italiano popolare, e anche se non è stato uno scienziato o un artista, rimarrà nella storia dei nostri grandi del secolo scorso».

### Autobiografie
Nel 2002 pubblicò la sua autobiografia intitolata Ho fatto piangere il Brasile: «L'ho scritto perché i miei tre gol al Brasile, in quel fantastico, indimenticabile tre a due, sono il fiore all'occhiello della mia vita di calciatore. Un ricordo che non si cancellerebbe neanche a distanza di un milione di anni».
Nel 2012 scrisse il libro 1982. Il mio mitico mondiale insieme a sua moglie Federica Cappelletti, giornalista e scrittrice. Rossi spiegò che l'aiuto di sua moglie fu importante per la costruzione del libro: «Mia moglie è stata fondamentale. È lei che ha insistito. Voleva scoprire perché, dopo così tanti anni, la gente mi ferma ancora per strada ricordando l'esperienza spagnola della nostra nazionale». Rossi riuscì a raccogliere tutti i fatti della sua vita calcistica grazie all'aiuto di un suo amico di Firenze, Renzo Baldacci: «Ha rilegato, in volumi, tutti gli articoli che mi riguardavano. Tutto ciò costituisce la mia memoria storica. Per scrivere il libro abbiamo impiegato sei mesi. Senza l'aiuto di questo prezioso archivio avremmo impiegato anni».

### Impegno sociale
Rossi, dopo aver concluso l'attività calcistica, ha contribuito molto all'impegno sociale. Nel 2007, insieme ai ciclisti Matteo Tosatto e Filippo Pozzato, all'avvocato Claudio Pasqualin e a Don Backy, ha preso parte alle registrazioni del disco Voci dal cuore, il cui ricavato è stato devoluto al Progetto Conca d'Oro, ONLUS di Bassano, e all'associazione Bambini cardiopatici nel mondo; l'ex attaccante ha cantato la canzone La leva calcistica della classe '68. Nel 2009 è stato testimonial italiano della FAO per sensibilizzare l'opinione pubblica e raccogliere fondi in favore della lotta globale contro la fame nel mondo.
Nel 2012 è stato testimonial della seconda edizione della manifestazione "Un mese per l'affido", organizzata allo scopo di sensibilizzare l'opinione pubblica ad accogliere temporaneamente nelle loro case bambini e ragazzi in serie difficoltà. Il 16 maggio 2014 ha preso parte al torneo di calcio benefico "Bambini senza confini", organizzato da don Paolo De Grandi e giocato allo stadio Città di Arezzo per raccogliere fondi da destinare ai bambini palestinesi.

### Morte
È morto all'ospedale di Santa Maria alle Scotte di Siena la sera del 9 dicembre 2020, all'età di 64 anni, a causa di un tumore ai polmoni che l'aveva colpito mesi addietro.
Il funerale si è svolto tre giorni dopo presso la cattedrale di Santa Maria Annunciata a Vicenza, dove la salma di Rossi è arrivata portata dai suoi storici compagni di nazionale; il giorno precedente, pur tra le restrizioni dettate dalla contemporanea pandemia di COVID-19, migliaia di persone gli avevano reso omaggio presso la camera ardente allestita eccezionalmente sul terreno dello stadio Romeo Menti. Dopo i funerali, il feretro è giunto a Perugia, città di origine della vedova Federica, per delle cerimonie più riservate dapprima al cimitero monumentale e poi allo stadio Renato Curi, prima di ricevere definitiva sepoltura a Bucine.
Nei giorni seguenti la scomparsa, un minuto di raccoglimento è stato osservato sia dall'UEFA sui campi dell'Europa League sia dalla FIGC su quelli di tutti i campionati italiani.
Tra le iniziative celebrative che sono seguite, ci sono state le intitolazioni dello stadio di Bucine (4 settembre 2021), del piazzale antistante lo stadio Menti di Vicenza (28 settembre 2021) e del centro sportivo perugino di Pian di Massiano (2 dicembre 2021). Oltre a ciò, la memoria di Rossi è omaggiata da un mezzobusto nella natìa Prato, nel piazzale della Cipresseta a Santa Lucia (8 novembre 2021), da una statua in bronzo nel summenzionato piazzale dell'antistadio vicentino (9 marzo 2023) e, sempre nel capoluogo berico, da un murale di 60 metri su una parete del grattacielo "Everest", in viale Torino, realizzato da Eduardo Kobra (23 settembre 2024).

## Caratteristiche tecniche

Rossi (a sinistra) al tiro per il L.R. Vicenza nel 1979, durante un derby veneto contro il.

Rossi era un attaccante veloce, molto abile negli spazi stretti dell'area di rigore, dove poteva sfruttare le sue doti di tempismo e opportunismo; Giorgio Tosatti lo definì «un impasto di Nureyev e Manolete», un giocatore con «la grazia del ballerino e la spietata freddezza del torero». Rossi raccontò così le sue caratteristiche tecniche: «Io non segno quasi mai di potenza, generalmente conquisto quei due metri che costano il goal all'avversario. Per me, è fondamentale il gioco senza palla, lo smarcamento, quando la palla non c'è, è indispensabile. Non ho avuto dalla sorte un grande fisico e mi debbo far furbo».

Rossi, qui durante la sua militanza alla Juventus nei primi anni 80, controlla il pallone di testa, fondamentale in cui eccelleva.

Schierato inizialmente come ala destra, nel L.R. Vicenza l'allenatore Giovan Battista Fabbri decise di proporlo come centravanti; questo divenne il suo ruolo definitivo. Riguardo a questo cambio di posizione, Rossi dichiarò: «Forse sono stato il primo centrattacco rapido e svelto, che aveva nelle intuizioni la sua dote principale, unita a una tecnica sopraffina. Uno dei segreti del mio successo è stato quello di giocare intelligentemente, pensando sempre cosa fare un secondo prima che mi arrivasse il pallone, proprio per supplire alla mancanza di qualità fisiche eccelse. Giocare sull'anticipo era una mia grande prerogativa, cercavo sempre di rubare il tempo al mio avversario, sfruttando le mie doti di opportunista: in area di rigore cercavo sempre di sfruttare ogni piccolo errore dei difensori, facendomi trovare nel posto giusto al momento giusto».
Dopo il mondiale 1982, con Giovanni Trapattoni sulla panchina della Juventus, Rossi diventò invece «una specie di apri varchi» e cominciò a giocare in una posizione poco congeniale alle sue caratteristiche, anche a causa dell'arrivo in squadra di giocatori come Zbigniew Boniek e Michel Platini.

## Carriera

### Giocatore

#### Club

##### Gli inizi: Juventus e Como

Un giovane Rossi supera Antonio Cabrini (sullo sfondo) in un'amichevole tra la squadra Primavera juventina e la, nell'annata 1974-1975; pochi anni dopo, entrambi saranno titolari in azzurro al mondiale 1978

Cominciò a giocare a calcio nel Santa Lucia, squadra della frazione di Prato in cui nacque. Dopo aver passato una stagione nell'Ambrosiana, altra società pratese, si trasferì alla Cattolica Virtus, a livello giovanile una delle principali società di Firenze, in cui approdò dodicenne. A quell'età, però, il vero divertimento del giovane Paolo era giocare con il fratello Rossano nell'oliveto della natìa Santa Lucia.
Nel 1972, a sedici anni, passò alla Juventus nonostante in famiglia fossero contrari, come ricordò lo stesso Rossi in un'intervista: «Non è stato facile, ai miei genitori non è che l'idea andasse molto. Sono rimasti scottati dall'esperienza di mio fratello, anche lui in bianconero, che dopo un anno è stato rispedito a casa. Mia madre non ne vuole sapere di mandare a Torino un altro figlio così giovane, mio padre consiglia al dottor Nesticò, un dirigente della Cattolica, di sparare una cifra alta, per dissuadere quelli juventini, ma non c'è verso. Italo Allodi viene a casa nostra, fa opera di mediazione e alla fine per quattordici milioni e mezzo [di lire, ndr] faccio la valigia».

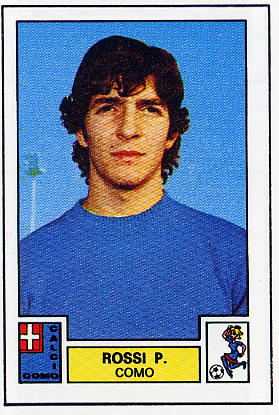
Rossi al Como nella stagione 1975-1976, all'esordio in Serie A, in una figurina Calciatori

A Torino, tuttavia, il suo percorso nelle varie selezioni giovanili fu spesso interrotto da una serie impressionante di infortuni: addirittura tre operazioni al menisco nel giro di due stagioni. Nonostante ciò, il 1º maggio 1974 esordì in prima squadra in un incontro di Coppa Italia a Cesena; non ancora diciottenne, in questa gara Rossi giocò per la prima volta con nomi come Dino Zoff, Claudio Gentile e Franco Causio, con cui poi si sarebbe laureato campione del mondo.
Nella stagione successiva collezionò altre due presenze nella competizione, prima di passare nel 1975 al Como. Qui però le cose non andarono granché bene: dopo l'esordio in Serie A datato 9 novembre 1975, in occasione della sconfitta esterna contro il Perugia, Rossi scese in campo soltanto per altre cinque volte nell'arco di quel torneo, chiuso con la retrocessione dei lariani, senza riuscire ad andare a segno. La svolta della carriera era però dietro l'angolo: la Juventus convinse infatti il L.R. Vicenza, nell'estate 1976, a prenderlo in compartecipazione.

##### L.R. Vicenza
A Vicenza Rossi trovò nel tecnico Giovan Battista Fabbri, per sua stessa ammissione, un secondo padre che gli diede fiducia e lo aiutò a crescere; l'allenatore emiliano segnò una svolta nella carriera di Rossi, grazie anche allo spostamento in campo da ala a centravanti. Importante anche il rapporto instauratosi col patron del club vicentino, Giuseppe Farina, che Rossi ritrovò nel decennio seguente come presidente del Milan e che così ricordò: «È stato un presidente unico, pur con tutti i suoi difetti. Aveva una grande personalità, grande umorismo. Era uno che ci sapeva fare e con cui era estremamente piacevole passare del tempo. Sotto altri aspetti, nella gestione della società, poteva essere anche un duro, probabilmente era un presidente d'altri tempi. Secondo me Farina era una spanna sopra gli altri, aveva delle idee innovative. Mi ricordo che il primo anno di Serie A, si era inventato l'abbonamento biennale per farsi anticipare i soldi che gli servivano, erano cose che all'epoca sembrava incredibile potessero uscire dalla mente di una persona, ma lui era così, aveva queste intuizioni».

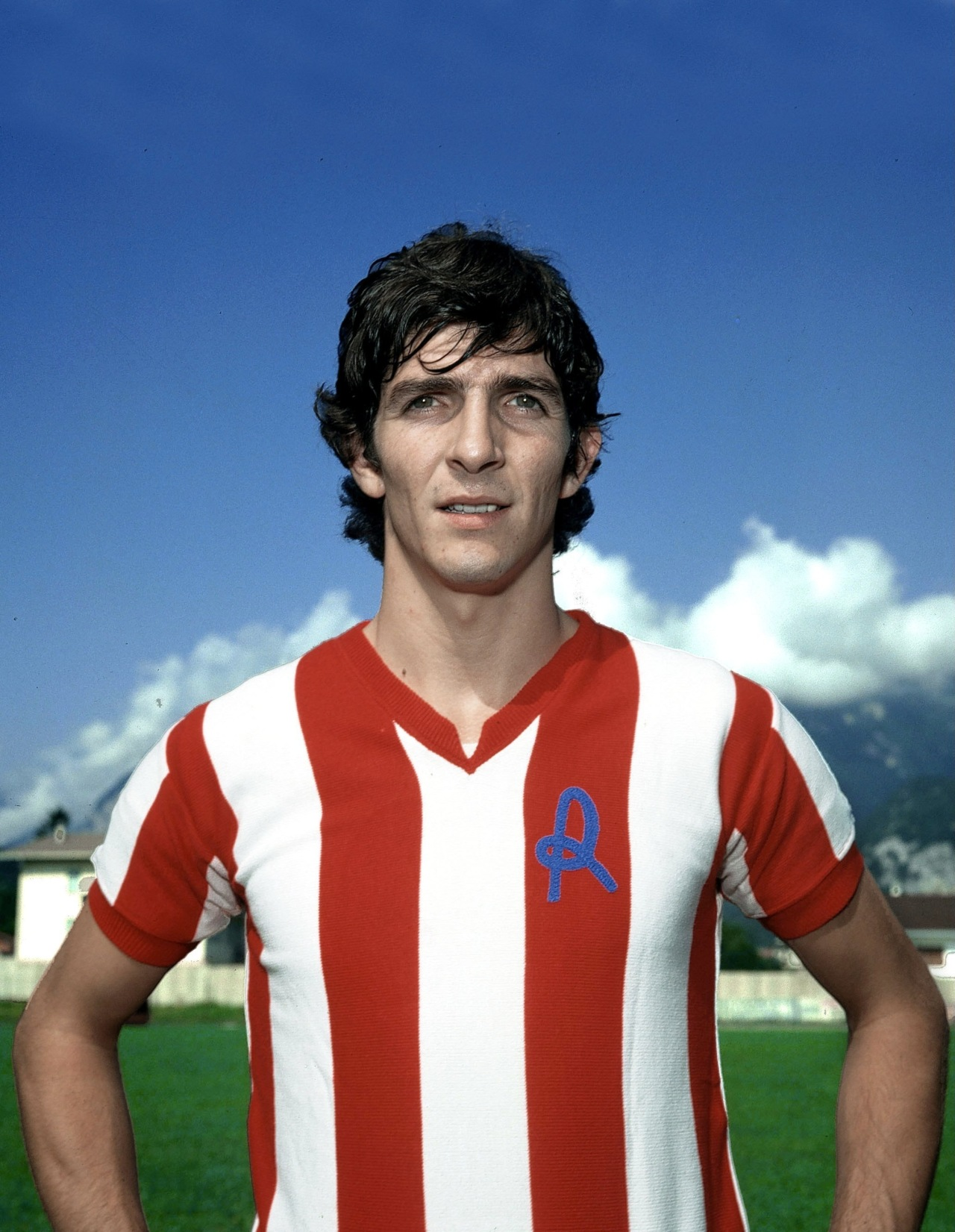
Con il Lanerossi Vicenza Rossi si laureò nel biennio 1977-1978 miglior marcatore prima della Serie B e poi della A, primo calciatore a conseguire tale primato

Nella sua stagione d'esordio in biancorosso, Rossi venne subito schierato titolare, mantenendo il posto in squadra per tutta l'annata. Alla fine del campionato 1976-1977 si laureò capocannoniere della Serie B con 21 reti, che permisero al Lanerossi di conquistare la promozione in A. Il presidente Farina aumentò l'ingaggio di Rossi da 8 a 50 milioni e lo convinse a restare; infatti, nonostante l'ottima stagione, la Juventus decise di non riscattare l'idolo di Vicenza, prolungando la comproprietà e acquistando Pietro Paolo Virdis.
Nella stagione 1977-1978 il neopromosso Lanerossi Vicenza faticò all'inizio a trovare vittorie. Riuscì a riprendersi a metà del girone d'andata e Rossi segnò persino due doppiette ai danni di Fiorentina e Roma, guadagnandosi le prime pagine dei giornali. Nel girone di ritorno seguì una doppietta al Perugia e un gol alla Juventus nella sfida scudetto, finita 3-2 per i bianconeri. Il Vicenza concluse quel campionato al secondo posto, trascinato da un Rossi miglior marcatore dell'anno con 24 gol. La sua prestazione convinse Enzo Bearzot a convocarlo al campionato del mondo 1978 in Argentina.

Rossi (in piedi, secondo da destra) nel cosiddetto Real Vicenza 1977-1978, neopromosso e secondo classificato in Serie A

Nell'estate 1978 Rossi fu protagonista di un clamoroso affare di mercato tra il Vicenza e la Juventus: le due società non trovarono l'accordo per la risoluzione della comproprietà, sicché furono costrette ad andare alle buste. L'offerta più alta fu quella di Farina che, al fine di tenere il giocatore, per metà cartellino offrì al presidente juventino Giampiero Boniperti ben 2 miliardi e 612 milioni. Quel prezzo destò scandalo in Italia, creando tutta una serie di contrastanti reazioni, anche politiche (la conseguenza più rilevante furono le dimissioni di Franco Carraro dalla FIGC). Lo stesso Farina disse in proposito: «Mi vergogno, ma non potevo farne a meno: per vent'anni il Vicenza ha vissuto degli avanzi. E poi lo sport è come l'arte, e Paolo è la Gioconda del nostro calcio». La notizia dell'esito dell'asta fu data da Nando Martellini mentre commentava l'incontro di preparazione al mondiale sudamericano tra Italia e Jugoslavia all'Olimpico di Roma.
La stagione 1978-1979 fu negativa per Rossi. Il giocatore, infatti, subì un nuovo infortunio al ginocchio (colpito duro dallo stopper dei cecoslovacchi del Dukla Praga, Macela, durante il match d'andata di Coppa UEFA) e i suoi 15 gol non bastarono a salvare la squadra da un'incredibile retrocessione in Serie B, impronosticabile dopo il secondo posto dell'anno prima.
Pochi giorni dopo il declassamento biancorosso, i giornali annunciarono il passaggio di Rossi al Napoli, ma il giocatore negò il fatto e affermò: «Lo spiego a Giorgio Vitali, il direttore sportivo che fa di tutto per convincermi: “No grazie, per me viene prima la vita e poi la professione, il calcio. E se devo invertire l'ordine delle cose ci devo pensare non una ma cento volte. Che vengo a fare a Napoli, il salvatore della patria? Con la gente che, me lo raccontava Sivori tempo fa, mi compra le sigarette e dorme per strada sotto casa mia, per vegliarmi: sono molto cari, ma non sono la persona giusta. Io posso offrire la mia personalità in campo, posso offrire calcio, ma da voi questo non basterebbe».

##### Perugia

Rossi con la casacca del Perugia nell'estate 1979

Col Lanerossi retrocesso, Rossi rimase in massima categoria passando al Perugia, in quegli anni rampante "provinciale" in ascesa. La formula della cessione, perfezionata tra Giussy Farina e il presidente dei grifoni Franco D'Attoma, era il prestito per due annate (500 milioni a stagione). Proprio il trasferimento del giocatore a Perugia segnò una sorta di spartiacque nel panorama calcistico nazionale: infatti, per finanziare l'oneroso arrivo in Umbria dell'attaccante, D'Attoma mise in piedi la prima sponsorizzazione di maglia. Fu un esordio assoluto, poiché mai prima d'allora, in Italia, una divisa da gioco era stata "griffata" da un marchio commerciale; Rossi e il Perugia furono i primi a rompere questo tabù.

Rossi con il giubbino "griffato" del club umbro; le modalità del trasferimento a Perugia sancirono, di fatto, l'apertura del calcio italiano agli sponsor di maglia

L'unica stagione di Rossi coi grifoni fu fortunata per quanto riguarda le realizzazioni: 13 gol in 28 gare di campionato e una rete in quattro partite di Coppa UEFA. Il giocatore fu a lungo il capocannoniere della Serie A (chiudendo poi terzo in questa graduatoria), ma ciò nonostante la formazione perugina non riuscì a ripetere il campionato di vertice della precedente annata, anche a causa dello scoppio in primavera dello scandalo scommesse che finì per coinvolgere, tra vari dubbi mai del tutto chiariti, lo stesso Rossi.

##### La squalifica
Accusato di aver truccato la partita Avellino-Perugia (nella quale firmò peraltro una doppietta), Rossi venne squalificato dalla CAF per due anni, perdendo così anche la possibilità di partecipare con la nazionale all'imminente campionato d'Europa 1980 casalingo. Rossi ricordò così questo evento: «Non sapevo nulla delle scommesse: pensavo al classico pareggio accettato da due squadre che non vogliono farsi male. Seguii il processo come qualcosa di irreale, come se ci fosse un altro al posto mio. Capii che era tutto vero quando tornai a casa e vidi le facce dei miei».
Raccontò così la vicenda che lo fece condannare: «Dopo cena, mentre sto giocando la solita partita a tombola, tanto per ammazzare il tempo, mi si avvicina il mio compagno Della Martira: "Paolo, vuoi venire un attimo che ci sono due amici che vogliono conoscerti?". Non sono capace di dire di no. Controvoglia affido le mie cartelle a Ceccarini e mi alzo. Nella hall vedo due tipi che non avevo mai visto, stringo loro la mano: "Piacere". Non capisco cosa vogliano da me. Improvvisamente Mauro Della Martira dice: "Paolo, questo è un mio amico che gioca alle scommesse". E l'amico dell'amico in spiccato accento romanesco: "Paolo, che fate domenica?". Rispondo genericamente: "Beh, cerchiamo di vincere". "E se invece pareggiate?". Non capisco dove voglia andare a parare, sono imbarazzato anche se non lo do a vedere. Non vedo l'ora di liberarmi dall'impiccio».

Rossi in aula nel maggio 1980, imputato durante il primo processo sullo scandalo Totonero

«Rispondo: "Il pareggio non è un risultato da buttare. L'Avellino ha un punto in meno di noi, ha vinto con la Juve e ha perso soltanto con il Torino". "Sai, abbiamo un amico dall'altra parte che dice che un pareggio andrebbe più che bene", aggiunge l'altro... "magari fai anche due gol". La discussione non mi piace per nulla. Voglio tornare alla mia tombola, queste facce non mi ispirano fiducia, taglio corto: "Mauro, mi aspettano, ci vediamo, fai tu", giusto per non fargli fare brutta figura. E torno al mio posto e riprendo a giocare. Tutto è durato appena due minuti, quelli che diverranno i due minuti più angoscianti della mia carriera».

##### Il ritorno alla Juventus
Rossi pensò di lasciare il paese e di ritirarsi dal mondo del calcio giocato a seguito della squalifica: «Provavo disgusto per il calcio. Ho pensato di andar via dall'Italia, di smettere. Dissi: "Non mi vedrete più in nazionale". Mi diedi all'abbigliamento sportivo, con Thoeni. Le cose peggiori? Il sospetto della gente, quegli sguardi... e le notti del sabato, sapendo che al risveglio non c'erano partite ad aspettarmi».

Rossi preso d'assalto da fotografi e televisioni per il suo secondo esordio in maglia juventina, il 2 maggio 1982 a Udine, di nuovo in campo dopo la fine della squalifica

Sandro Mazzola, all'epoca dirigente dell'Inter, si interessò subito a lui, ma all'ultimo momento si tirò indietro. Boniperti ritornò a interessarsi al giocatore e riuscì, stavolta, a portarlo con sé in bianconero, nonostante i dodici mesi di squalifica ancora da scontare. Rossi ricordò così la fiducia del presidente della Juventus: «Boniperti mi chiamò: "Verrai con noi in ritiro, ti allenerai con gli altri, anzi più degli altri". Mi sono sentito di nuovo calciatore. La lettera di convocazione adesso farebbe ridere. Diceva di presentarsi con i capelli corti, indicava cosa mangiare e cosa bere. Boniperti era un mago in queste cose. Quando arrivai mi disse: "Paolo, se ti sposi è meglio, così sei più tranquillo". Mi sono sposato a settembre. L'avrei fatto lo stesso, diciamo che sono stato un po' spinto. Comunque devo ringraziare lui, Trapattoni e Bearzot».
Trapattoni puntò fortemente sulla possibilità di recuperare l'atleta ai livelli precedenti la squalifica, mentre Bearzot, che lo avrebbe poi convocato per il vittorioso mondiale spagnolo, si dichiarò convinto dell'innocenza di Rossi e mostrò di apprezzare il fatto che, mentre scontava la pena, si era preparato a tornare in campo allenandosi con continuità.

Il gol di Rossi che decise al 90' la semifinale di ritorno della Coppa delle Coppe 1983-1984 contro il (2-1) e qualificò la Juventus alla vittoriosa finale di Basilea

Frattanto, in questo periodo di forzata lontananza dal calcio italiano, per Rossi parve profilarsi la possibilità di un approdo nel soccer nordamericano. Sul finire del 1980 scese infatti in campo con i Buffalo Stallions, franchigia statunitense allenata da Adolfo Gori, per un'amichevole preparatoria al locale campionato indoor; tuttavia tale scenario non si concretizzò, rimanendo questa l'unica apparizione oltreoceano del calciatore.
La pena relativa al Totonero terminò nell'aprile 1982, sicché Rossi fece in tempo a giocare le ultime tre partite di campionato coi piemontesi, realizzando anche un gol all'Udinese e conquistando così lo scudetto, il 20º nella storia del club torinese. Il suo ritorno fu commentato così dal giocatore: «Non ricordavo più l'emozione di una partita vera. Due anni di silenzio mi hanno maturato. Proprio in questo momento mi dico: non c'è solo il calcio». Alla fine dell'anno solare, dopo aver vinto il campionato del mondo, di cui fu anche capocannoniere, Rossi fu insignito del Pallone d'oro di France Football, terzo italiano a riuscirci dopo Gianni Rivera e Omar Sívori. In quell'anno si recò da Boniperti per farsi rinnovare il contratto: a proposito della necessità di allevare i figli, Rossi chiese al presidente di aumentargli lo stipendio e a questa frase Boniperti si infuriò con il giocatore, rifiutandosi di formalizzare l'accordo; alla contestazione di Rossi si unirono anche i compagni Tardelli e Gentile, motivo per cui, dopo qualche anno, Boniperti decise di cederli a loro volta.

Da destra: Rossi con Zbigniew Boniek e Michel Platini, il reparto d'attacco della plurivittoriosa Juventus di Giovanni Trapattoni nella prima metà degli anni 80

Nell'annata successiva Rossi contribuì con 13 gol alla conquista del titolo nazionale, nonché al trionfo nella Coppa delle Coppe vinta a Basilea contro i lusitani del Porto. Nella stagione 1984-1985 arrivarono poi la Supercoppa UEFA e la Coppa dei Campioni, entrambe contro gli inglesi del Liverpool. Dopo questa stagione, stanco del poco utilizzo in campo e dei dissidi con Boniperti, Rossi decise di lasciare il club torinese, che lo cedette al Milan di Farina (già suo presidente a Vicenza) per 5,3 miliardi di lire.
Il giocatore ricordò così la sua esperienza a Torino: «In bianconero ho vissuto dei momenti molto belli, ma anche alcuni molto brutti. Ad un certo punto ero stufo di calcio, andavo agli allenamenti perché ero costretto. Mi sembrava che attorno a me mancasse totalmente la fiducia, quando dovevano sostituire un giocatore, toccava sempre a Rossi. Mi sembrava una scelta fatta a tavolino, ci restavo male. Con i tifosi juventini non mi sono mai trovato bene, forse ha rovinato il rapporto la faccenda dell'ingaggio, quando avevo chiesto qualche soldo in più. Oltretutto nella Juventus giocavo in una posizione poco congeniale alle mie caratteristiche, ma mi sono adattato, anche sacrificandomi. Alla Juventus ho imparato tantissime cose, la società voleva confermarmi ma io, ormai, mi sentivo come un leone in gabbia. Meglio cambiare aria».

##### Gli ultimi anni: Milan e Verona

Il neoacquisto Rossi (a sinistra) al Milan nell'estate 1985 insieme a Giussy Farina, già suo presidente a Vicenza

Arrivato a Milano nel 1985, a Rossi venne affidata la blasonata maglia numero dieci. In Lombardia andò a comporre, insieme ai confermati Hateley e Virdis, il cosiddetto Vi-Ro-Ha, un tridente d'attacco che sulla carta era tra i più attesi alla vigilia della nuova stagione, ma che poi, nel corso del campionato, non seppe confermare le previsioni estive.
La stagione rossonera con Nils Liedholm in panchina, infatti, non fu positiva per Rossi che s'infortunò seriamente al debutto ufficiale con la nuova maglia, nella gara di Coppa Italia contro il Genoa, e in conseguenza di ciò fu costretto a saltare le prime dieci gare di campionato. Trovò la rete solo in due occasioni, entrambe nel derby del 1º dicembre 1985 pareggiato 2-2 contro l'Inter: condivide con Gianni Comandini e Olivier Giroud, che lo eguaglieranno rispettivamente nel 2001 e nel 2022, il record di aver segnato una doppietta nella prima stracittadina meneghina disputata. Rossi ricordò tale exploit con grande entusiasmo, paragonandola alla vittoria contro il Brasile di tre anni prima: «Mi sembrava di essere al mundial. [...] Se l'Inter avesse avuto le maglie gialle come quelle del Brasile forse avrei fatto tre gol. Ma va bene così, non ricordo nemmeno io quando realizzai l'ultima doppietta».
Entrato nella trattativa che portò Giuseppe Galderisi a Milano, disputò la sua ultima annata da professionista in provincia, nel Verona. Con la maglia degli scaligeri giocò 20 partite nel campionato 1986-1987 realizzando 4 gol, di cui 3 su calcio di rigore e uno solo su azione, decisivo nella vittoria in extremis sul Torino del 18 gennaio 1987 e che, peraltro, interruppe un'astinenza – su azione – che risaliva alla doppietta nel summenzionato derby milanese; con tale ruolino contribuì comunque alla qualificazione in Coppa UEFA della squadra gialloblù, quarta a fine torneo.

Rossi in azione al Verona nella stagione 1986-1987, l'ultima prima dell'addio al calcio giocato

Al termine della stagione, preda di problemi alle ginocchia che lo tormentavano sin dagli inizi della carriera, diede l'addio definitivo all'attività agonistica, a soli trent'anni.

#### Nazionale
Rossi esordì in nazionale maggiore il 21 dicembre 1977, ventunenne, in una gara amichevole contro il Belgio disputata a Liegi, vinta 1-0 dagli Azzurri. Rossi ricordò così la sua prima esperienza in azzurro: «Anche se si trattava di un incontro amichevole è stata senza dubbio una delle più forti emozioni che io abbia mai provato. Vestire per la prima volta la maglia azzurra è stata una grandissima soddisfazione. Ricordo che quando è partito l'inno di Mameli mi sono sentito investito da una serie di responsabilità, prima fra tutte quella di rappresentare l'Italia intera». Il commissario tecnico Enzo Bearzot lo convocò per il campionato del mondo 1978. Nel corso della prima fase a gruppi segnò sia alla Francia, nella gara d'esordio a Mar del Plata il 2 giugno 1978, sia all'Ungheria; il 10 giugno contro l'Argentina padrone di casa, invece, fornì l'assist al compagno Bettega per il gol del definitivo 1-0. Segnò anche nella seconda fase a gruppi contro l'Austria, concludendo il mondiale con 3 gol, mentre l'Italia si aggiudicò il quarto posto dopo aver perso la finalina contro il Brasile. Al termine del manifestazione viene inserito nella squadra ideale del torneo; il giornalista del Gazzettino, Giorgio Lago, coniò in quei giorni il soprannome di Pablito che sarebbe rimasto addosso al calciatore per il resto della carriera.
La squalifica per il calcioscommesse lo tenne lontano dalla nazionale per due anni, facendogli saltare il campionato d'Europa 1980, ma appena Rossi finì di scontarla venne immediatamente convocato da Bearzot per il vittorioso campionato del mondo 1982; la chiamata di Pablito creò tuttavia discussioni, in quanto costrinse a lasciare a casa un giocatore come Roberto Pruzzo, capocannoniere del campionato nelle due stagioni precedenti. Rossi sembrò essere inefficace nella prima fase, che l'Italia superò ottenendo tre pareggi. Nella partita vinta 3-2 contro il Brasile, decisiva per la qualificazione alla semifinale, Rossi si sbloccò realizzando una tripletta.

Rossi in maglia azzurra al mondiale argentino, mentre batte il portiere magiaro Mészáros

La sfida, passata alla storia per i brasiliani come la tragedia del Sarriá, fu ricordata così da Rossi: «Il primo gol al Brasile, lo ricordo come il più bello della mia vita. Non ho avuto il tempo di pensare a nulla: ho sentito come un senso di liberazione. È incredibile come un episodio possa cambiarti radicalmente: niente più blocchi mentali e fisici. Dopo quel gol, tutto è arrivato con naturalezza». In semifinale realizzò la doppietta che stese la Polonia. Infine, l'11 luglio 1982 realizzò la prima rete della finale vinta 3-1 contro la Germania Ovest: «Eravamo campioni del mondo. Feci solo mezzo giro di campo coi compagni: ero distrutto. Mi sedetti su un tabellone a guardare la folla entusiasta e mi emozionai. Ma dentro sentivo un fondo di amarezza. Pensavo: "Fermate il tempo, non può essere già finita, non vivrò più certi momenti". E capii che la felicità, quella vera, dura solo attimi». Grazie alle sei reti realizzate si aggiudicò il titolo di capocannoniere della manifestazione, il premio come miglior giocatore della competizione e l'inserimento nella squadra ideale del torneo. A fine anno, le sue prodezze mundial gli valsero anche il Pallone d'oro.
Dopo il vittorioso mondiale, Rossi continuò a giocare in azzurro e prese parte alle qualificazioni al campionato d'Europa 1984, nelle quali realizzò un gol in otto presenze. Il 4 febbraio 1984 segnò la sua seconda tripletta in nazionale, nella gara amichevole vinta 5-0 contro il Messico, paese ospitante della futura rassegna iridata. Nonostante una negativa stagione 1985-1986 al Milan, Rossi venne comunque convocato per il campionato del mondo 1986, nel quale però non venne mai impiegato, poiché Bearzot gli preferì il giovane Giuseppe Galderisi. La sua ultima gara in azzurro rimase quindi la partita amichevole Italia-Cina (2-0) disputata l'11 maggio 1986 a Napoli.
In nazionale realizzò complessivamente 20 gol in 48 presenze e detiene, con Roberto Baggio e Christian Vieri, il record di gol realizzati da un calciatore italiano ai mondiali (9). Insieme a Paolo Baldieri è inoltre l'unico calciatore ad aver segnato in cinque partite consecutive con la maglia dell'Italia under 21.

### Dirigente
In veste dirigenziale, è stato presidente onorario del Santa Lucia, società in cui mosse i primi passi da calciatore.
Nel 2018 tornò al L.R. Vicenza come membro indipendente del consiglio di amministrazione, oltreché ambasciatore del club.

## Nella cultura di massa

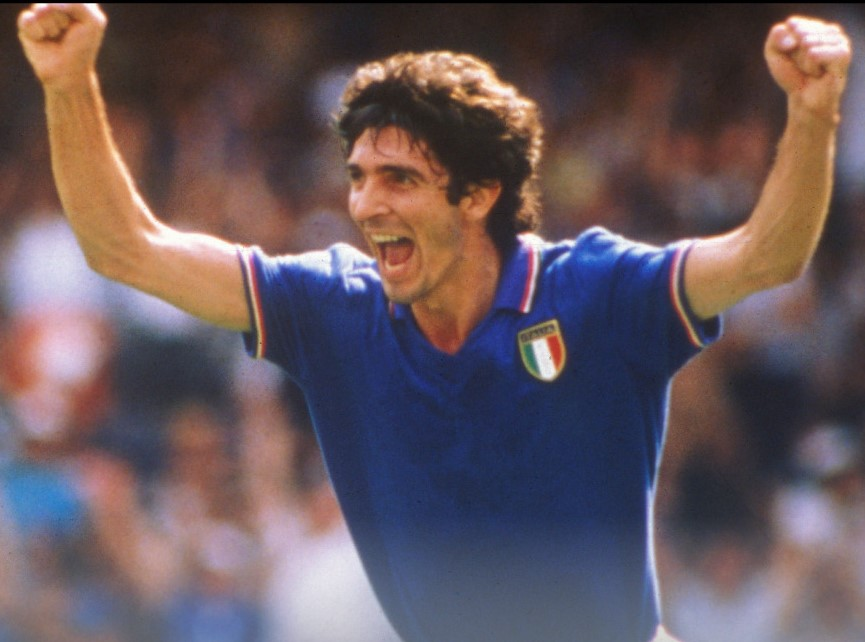
Rossi esulta durante il vittorioso

L'Italia di Enzo Bearzot, vincendo per 3-2 contro il titolato Brasile in uno degli incontri più famosi del campionato del mondo 1982, scrisse una delle pagine più esaltanti del calcio italiano e mondiale. La vittoria, a cui Rossi contribuì con una tripletta, è rimasta tuttora nella memoria – con opposti sentimenti – di tutti i tifosi italiani e brasiliani, e questi ultimi non hanno mai perdonato le prodezze di Pablito. Questa partita è stata sicuramente uno dei motivi della sua grande popolarità.
Nel 1989 Rossi si recò in Brasile per partecipare alla seconda edizione della Coppa Pelé. La sua permanenza nel paese verdeoro fu accolta con profonda ostilità e Pablito veniva appellato con il soprannome di carrasco do Brasil, ovvero il boia del Brasile: «Ero andato lì con la mentalità del turista e mi sono ritrovato a giocare in uno stadio di 35 000 persone con tutti gli occhi puntati addosso: Paolo Rossi, carrasco do Brasil. Il boia del Brasile. Non potevo avvicinarmi alla linea laterale che mi pioveva addosso di tutto, bucce di banana, noccioline, perfino monete, tanto che, alla fine del primo tempo, ho deciso di non rientrare in campo e il clima sugli spalti si è subito placato. Un giorno un tassista, dopo avermi riconosciuto, s'è fermato, ha accostato e mi ha intimato di scendere. Ho dovuto discutere per un po' prima di riuscire a fargli cambiare idea: mi ha riportato in hotel. Quei tre gol del mondiale di Spagna, quelli che hanno fatto piangere un intero popolo, non erano ancora stati digeriti, forse non lo saranno mai».

Rossi (a sinistra) posa con Zico nel corso del campionato di Serie A 1983-1984

Nel 2012 Zico, membro della nazionale brasiliana dell'82, affermò che la vittoria dell'Italia sul Brasile in quella partita cambiò completamente il modo di giocare a calcio. Zico accusò l'Italia di aver creato «un calcio fondato sulla distruzione del gioco avversario e sul fallo sistematico». Rossi, in merito a queste dichiarazioni, rispose così: «Quel 3-2 fu una lezione per la quale il Brasile ci dovrebbe ringraziare e darmi un premio. Una sconfitta dalla quale impararono molto, soprattutto a giocare più coperti. Tanto è vero che poi hanno vinto altre due edizioni del mondiale. Zico naturalmente si lancia in un paradosso e non penso che a quella vittoria si possa attribuire un peso così grande. È vero, invece, che da allora il loro approccio è cambiato, è diventato più guardingo, si sono europeizzati. Anche perché tanti brasiliani hanno conosciuto i campionati del nostro continente. Eppure vederli giocare è sempre uno spettacolo. Pur evolvendosi, il loro calcio è rimasto lo specchio di un paese dove lo spettacolo resta importante».
Antonello Venditti citò un "Paolo Rossi" nella canzone Giulio Cesare: «Era l'anno dei mondiali quelli del '66 | Paolo Rossi era un ragazzo come noi». La cultura di massa coglie generalmente il riferimento al calciatore, ma Venditti precisò successivamente che si trattava di uno studente antifascista: «In Giulio Cesare faccio riferimento a Paolo Rossi, ma non è l'eroe del Mundial di Spagna come in molti pensano ed hanno pensato. Io ricordavo uno studente morto negli scontri tra studenti e polizia a Roma nel 1966. "Un ragazzo come me", appunto». Al contrario, Stefano Rosso lo cita esplicitamente in una sua canzone, L'italiano, nella strofa: «Ma la domenica problemi grossi | segna Giordano o segna Paolo Rossi?».
Nel giugno 2021 gli è stata dedicata la mostra d'arte Pablito: un mito. Da Prato alla Stratosfera nella natia Prato, curata dal collezionista Carlo Palli e per la quale oltre cento artisti hanno prodotto varie opere d'arte esposte al Teatro Politeama della città. Nel dicembre dello stesso anno, la compagnia aerea di bandiera italiana ITA Airways gli intitola il primo velivolo verniciato con la nuova livrea azzurra di compagnia, l'Airbus A320 con marche EI-DTE.

## Statistiche

### Presenze e reti nei club
| Stagione            | Squadra             | Campionato          | Campionato | Campionato | Coppe nazionali | Coppe nazionali | Coppe nazionali | Coppe continentali | Coppe continentali | Coppe continentali | Altre coppe | Altre coppe | Altre coppe | Totale | Totale |
| Stagione            | Squadra             | Comp                | Pres       | Reti       | Comp            | Pres            | Reti            | Comp               | Pres               | Reti               | Comp        | Pres        | Reti        | Pres   | Reti   |
| ------------------- | ------------------- | ------------------- | ---------- | ---------- | --------------- | --------------- | --------------- | ------------------ | ------------------ | ------------------ | ----------- | ----------- | ----------- | ------ | ------ |
| 1973-1974           | Juventus            | A                   | 0          | 0          | CI              | 1               | 0               | CC                 | 0                  | 0                  | CInt        | 0           | 0           | 1      | 0      |
| 1974-1975           | Juventus            | A                   | 0          | 0          | CI              | 2               | 0               | CU                 | 0                  | 0                  | -           | -           | -           | 2      | 0      |
| 1975-1976           | Como                | A                   | 6          | 0          | CI              | 0               | 0               | -                  | -                  | -                  | -           | -           | -           | 6      | 0      |
| 1976-1977           | L.R. Vicenza        | B                   | 36         | 21         | CI              | 6               | 2               | -                  | -                  | -                  | -           | -           | -           | 42     | 23     |
| 1977-1978           | L.R. Vicenza        | A                   | 30         | 24         | CI              | 4               | 2               | -                  | -                  | -                  | -           | -           | -           | 34     | 26     |
| 1978-1979           | L.R. Vicenza        | A                   | 28         | 15         | CI              | 3               | 2               | CU                 | 1                  | 0                  | -           | -           | -           | 32     | 17     |
| 1979-1980           | Perugia             | A                   | 28         | 13         | CI              | 4               | 0               | CU                 | 4                  | 1                  | -           | -           | -           | 36     | 14     |
| 1980-1981           | L.R. Vicenza        | B                   | -          | -          | CI              | -               | -               | -                  | -                  | -                  | -           | -           | -           | -      | -      |
| Totale L.R. Vicenza | Totale L.R. Vicenza | Totale L.R. Vicenza | 94         | 60         |                 | 13              | 6               |                    | 1                  | 0                  |             | -           | -           | 108    | 66     |
| 1981-1982           | Juventus            | A                   | 3          | 1          | CI              | 0               | 0               | CC                 | 0                  | 0                  | -           | -           | -           | 3      | 1      |
| 1982-1983           | Juventus            | A                   | 23         | 7          | CI              | 11              | 5               | CC                 | 9                  | 6                  | -           | -           | -           | 43     | 18     |
| 1983-1984           | Juventus            | A                   | 30         | 13         | CI              | 7               | 0               | CdC                | 9                  | 2                  | -           | -           | -           | 46     | 15     |
| 1984-1985           | Juventus            | A                   | 27         | 3          | CI              | 6               | 2               | CC                 | 9                  | 5                  | SU          | 1           | 0           | 43     | 10     |
| Totale Juventus     | Totale Juventus     | Totale Juventus     | 83         | 24         |                 | 27              | 7               |                    | 27                 | 13                 |             | 1           | 0           | 138    | 44     |
| 1985-1986           | Milan               | A                   | 20         | 2          | CI              | 3               | 1               | CU                 | 3                  | 0                  | TE          | 0           | 0           | 26     | 3      |
| 1986-1987           | Verona              | A                   | 20         | 4          | CI              | 7               | 3               | -                  | -                  | -                  | -           | -           | -           | 27     | 7      |
| Totale carriera     | Totale carriera     | Totale carriera     | 251        | 103        |                 | 54              | 17              |                    | 35                 | 14                 |             | 1           | 0           | 341    | 134    |

### Cronologia presenze e reti in nazionale
| Cronologia completa delle presenze e delle reti in nazionale ― Italia | Cronologia completa delle presenze e delle reti in nazionale ― Italia | Cronologia completa delle presenze e delle reti in nazionale ― Italia | Cronologia completa delle presenze e delle reti in nazionale ― Italia | Cronologia completa delle presenze e delle reti in nazionale ― Italia | Cronologia completa delle presenze e delle reti in nazionale ― Italia | Cronologia completa delle presenze e delle reti in nazionale ― Italia | Cronologia completa delle presenze e delle reti in nazionale ― Italia |
| Data                                                                  | Città                                                                 | In casa                                                               | Risultato                                                             | Ospiti                                                                | Competizione                                                          | Reti                                                                  | Note                                                                  |
| --------------------------------------------------------------------- | --------------------------------------------------------------------- | --------------------------------------------------------------------- | --------------------------------------------------------------------- | --------------------------------------------------------------------- | --------------------------------------------------------------------- | --------------------------------------------------------------------- | --------------------------------------------------------------------- |
| 21-12-1977                                                            | Liegi                                                                 | Belgio                                                                | 0 – 1                                                                 | Italia                                                                | Amichevole                                                            | -                                                                     |                                                                       |
| 25-1-1978                                                             | Madrid                                                                | Spagna                                                                | 2 – 1                                                                 | Italia                                                                | Amichevole                                                            | -                                                                     |                                                                       |
| 2-6-1978                                                              | Mar del Plata                                                         | Italia                                                                | 2 – 1                                                                 | Francia                                                               | Mondiali 1978 - 1º turno                                              | 1                                                                     |                                                                       |
| 6-6-1978                                                              | Mar del Plata                                                         | Italia                                                                | 3 – 1                                                                 | Ungheria                                                              | Mondiali 1978 - 1º turno                                              | 1                                                                     |                                                                       |
| 10-6-1978                                                             | Buenos Aires                                                          | Italia                                                                | 1 – 0                                                                 | Argentina                                                             | Mondiali 1978 - 1º turno                                              | -                                                                     |                                                                       |
| 14-6-1978                                                             | Buenos Aires                                                          | Germania Ovest                                                        | 0 – 0                                                                 | Italia                                                                | Mondiali 1978 - 2º turno                                              | -                                                                     |                                                                       |
| 18-6-1978                                                             | Buenos Aires                                                          | Italia                                                                | 1 – 0                                                                 | Austria                                                               | Mondiali 1978 - 2º turno                                              | 1                                                                     |                                                                       |
| 21-6-1978                                                             | Buenos Aires                                                          | Paesi Bassi                                                           | 2 – 1                                                                 | Italia                                                                | Mondiali 1978 - 2º turno                                              | -                                                                     |                                                                       |
| 24-6-1978                                                             | Buenos Aires                                                          | Brasile                                                               | 2 – 1                                                                 | Italia                                                                | Mondiali 1978 - Finale 3º-4º posto                                    | -                                                                     | 4º posto                                                              |
| 8-11-1978                                                             | Bratislava                                                            | Cecoslovacchia                                                        | 3 – 0                                                                 | Italia                                                                | Amichevole                                                            | -                                                                     |                                                                       |
| 21-12-1978                                                            | Roma                                                                  | Italia                                                                | 1 – 0                                                                 | Spagna                                                                | Amichevole                                                            | 1                                                                     |                                                                       |
| 24-2-1979                                                             | Milano                                                                | Italia                                                                | 3 – 0                                                                 | Paesi Bassi                                                           | Amichevole                                                            | 1                                                                     |                                                                       |
| 26-5-1979                                                             | Roma                                                                  | Italia                                                                | 2 – 2                                                                 | Argentina                                                             | Amichevole                                                            | 1                                                                     |                                                                       |
| 13-6-1979                                                             | Zagabria                                                              | Jugoslavia                                                            | 4 – 1                                                                 | Italia                                                                | Amichevole                                                            | 1                                                                     |                                                                       |
| 26-9-1979                                                             | Firenze                                                               | Italia                                                                | 1 – 0                                                                 | Svezia                                                                | Amichevole                                                            | -                                                                     | 71’                                                                   |
| 17-11-1979                                                            | Udine                                                                 | Italia                                                                | 2 – 0                                                                 | Svizzera                                                              | Amichevole                                                            | -                                                                     |                                                                       |
| 16-2-1980                                                             | Napoli                                                                | Italia                                                                | 2 – 1                                                                 | Romania                                                               | Amichevole                                                            | -                                                                     |                                                                       |
| 15-3-1980                                                             | Milano                                                                | Italia                                                                | 1 – 0                                                                 | Uruguay                                                               | Amichevole                                                            | -                                                                     |                                                                       |
| 19-4-1980                                                             | Torino                                                                | Italia                                                                | 2 – 2                                                                 | Polonia                                                               | Amichevole                                                            | -                                                                     |                                                                       |
| 28-5-1982                                                             | Ginevra                                                               | Svizzera                                                              | 1 – 1                                                                 | Italia                                                                | Amichevole                                                            | -                                                                     |                                                                       |
| 14-6-1982                                                             | Vigo                                                                  | Italia                                                                | 0 – 0                                                                 | Polonia                                                               | Mondiali 1982 - 1º turno                                              | -                                                                     |                                                                       |
| 18-6-1982                                                             | Vigo                                                                  | Italia                                                                | 1 – 1                                                                 | Perù                                                                  | Mondiali 1982 - 1º turno                                              | -                                                                     | 46’                                                                   |
| 23-6-1982                                                             | Vigo                                                                  | Italia                                                                | 1 – 1                                                                 | Camerun                                                               | Mondiali 1982 - 1º turno                                              | -                                                                     |                                                                       |
| 29-6-1982                                                             | Barcellona                                                            | Italia                                                                | 2 – 1                                                                 | Argentina                                                             | Mondiali 1982 - 2º turno                                              | -                                                                     | 80’                                                                   |
| 5-7-1982                                                              | Barcellona                                                            | Italia                                                                | 3 – 2                                                                 | Brasile                                                               | Mondiali 1982 - 2º turno                                              | 3                                                                     |                                                                       |
| 8-7-1982                                                              | Barcellona                                                            | Italia                                                                | 2 – 0                                                                 | Polonia                                                               | Mondiali 1982 - Semifinale                                            | 2                                                                     |                                                                       |
| 11-7-1982                                                             | Madrid                                                                | Italia                                                                | 3 – 1                                                                 | Germania Ovest                                                        | Mondiali 1982 - Finale                                                | 1                                                                     | 3º titolo mondiale                                                    |
| 27-10-1982                                                            | Roma                                                                  | Italia                                                                | 0 – 1                                                                 | Svizzera                                                              | Amichevole                                                            | -                                                                     | 31’                                                                   |
| 13-11-1982                                                            | Milano                                                                | Italia                                                                | 2 – 2                                                                 | Cecoslovacchia                                                        | Qual. Euro 1984                                                       | -                                                                     |                                                                       |
| 4-12-1982                                                             | Firenze                                                               | Italia                                                                | 0 – 0                                                                 | Romania                                                               | Qual. Euro 1984                                                       | -                                                                     | 46’                                                                   |
| 12-2-1983                                                             | Limassol                                                              | Cipro                                                                 | 1 – 1                                                                 | Italia                                                                | Qual. Euro 1984                                                       | -                                                                     |                                                                       |
| 16-4-1983                                                             | Bucarest                                                              | Romania                                                               | 1 – 0                                                                 | Italia                                                                | Qual. Euro 1984                                                       | -                                                                     |                                                                       |
| 29-5-1983                                                             | Göteborg                                                              | Svezia                                                                | 2 – 0                                                                 | Italia                                                                | Qual. Euro 1984                                                       | -                                                                     |                                                                       |
| 5-10-1983                                                             | Bari                                                                  | Italia                                                                | 3 – 0                                                                 | Grecia                                                                | Amichevole                                                            | 1                                                                     | 76’                                                                   |
| 15-10-1983                                                            | Napoli                                                                | Italia                                                                | 0 – 3                                                                 | Svezia                                                                | Qual. Euro 1984                                                       | -                                                                     |                                                                       |
| 16-11-1983                                                            | Praga                                                                 | Cecoslovacchia                                                        | 2 – 0                                                                 | Italia                                                                | Qual. Euro 1984                                                       | -                                                                     |                                                                       |
| 22-12-1983                                                            | Perugia                                                               | Italia                                                                | 3 – 1                                                                 | Cipro                                                                 | Qual. Euro 1984                                                       | 1                                                                     |                                                                       |
| 4-2-1984                                                              | Roma                                                                  | Italia                                                                | 5 – 0                                                                 | Messico                                                               | Amichevole                                                            | 3                                                                     | 46’                                                                   |
| 3-3-1984                                                              | Istanbul                                                              | Turchia                                                               | 1 – 2                                                                 | Italia                                                                | Amichevole                                                            | -                                                                     | 76’                                                                   |
| 7-4-1984                                                              | Verona                                                                | Italia                                                                | 1 – 1                                                                 | Cecoslovacchia                                                        | Amichevole                                                            | -                                                                     | 46’                                                                   |
| 26-9-1984                                                             | Milano                                                                | Italia                                                                | 1 – 0                                                                 | Svezia                                                                | Amichevole                                                            | -                                                                     |                                                                       |
| 3-11-1984                                                             | Losanna                                                               | Svizzera                                                              | 1 – 1                                                                 | Italia                                                                | Amichevole                                                            | -                                                                     |                                                                       |
| 8-12-1984                                                             | Pescara                                                               | Italia                                                                | 2 – 0                                                                 | Polonia                                                               | Amichevole                                                            | -                                                                     |                                                                       |
| 5-2-1985                                                              | Dublino                                                               | Irlanda                                                               | 1 – 2                                                                 | Italia                                                                | Amichevole                                                            | 1                                                                     | 72’                                                                   |
| 13-3-1985                                                             | Atene                                                                 | Grecia                                                                | 0 – 0                                                                 | Italia                                                                | Amichevole                                                            | -                                                                     | 46’                                                                   |
| 3-4-1985                                                              | Ascoli Piceno                                                         | Italia                                                                | 2 – 0                                                                 | Portogallo                                                            | Amichevole                                                            | 1                                                                     |                                                                       |
| 26-3-1986                                                             | Udine                                                                 | Italia                                                                | 2 – 1                                                                 | Austria                                                               | Amichevole                                                            | -                                                                     | 25’                                                                   |
| 11-5-1986                                                             | Napoli                                                                | Italia                                                                | 2 – 0                                                                 | Cina                                                                  | Amichevole                                                            | -                                                                     | 46’                                                                   |
| Totale                                                                |                                                                       | Presenze (50º posto)                                                  | 48                                                                    |                                                                       | Reti (12º posto)                                                      | 20                                                                    |                                                                       |

### Record
- Con 9 gol al campionato mondiale, è il miglior realizzatore della nazionale italiana (a pari merito con Roberto Baggio e Christian Vieri).

## Palmarès

Rossi (a destra), in maglia vicentina, premiato come migliore marcatore della Serie B 1976-1977; posa con lui il suo storico patron Giussy Farina.

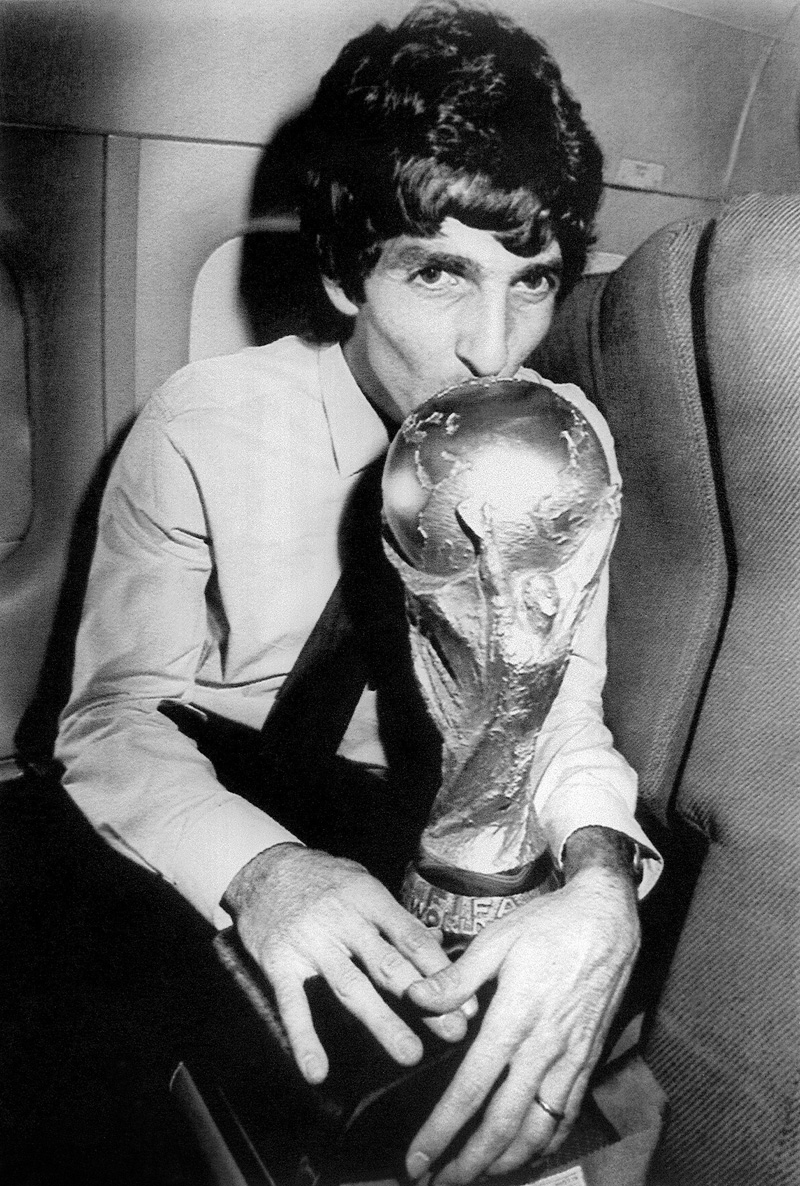
Rossi bacia la Coppa del Mondo vinta dagli azzurri al, edizione di cui si laureò anche migliore marcatore con 6 gol.

### Club

#### Competizioni nazionali
- Campionato italiano di Serie B: 1

L.R. Vicenza: 1976-1977
- Campionato italiano: 2

Juventus: 1981-1982, 1983-1984
- Coppa Italia: 1

Juventus: 1982-1983

#### Competizioni internazionali
- Coppa delle Coppe: 1

Juventus: 1983-1984
- Supercoppa UEFA: 1

Juventus: 1984
- Coppa dei Campioni: 1

Juventus: 1984-1985

### Nazionale
- Campionato mondiale: 1

Spagna 1982

### Individuale
- Capocannoniere della Serie B: 1

1976-1977 (21 gol)
- Capocannoniere della Serie A: 1

1977-1978 (24 gol)
- Referendum della Gazzetta: 1

Categoria Uomo dell'anno in ambito italiano: 1978
- XI All-Star Team dei mondiali: 2

Argentina 1978, Spagna 1982
- Pallone d'argento del mondiale: 1

Argentina 1978
- Pallone d'oro del mondiale: 1

Spagna 1982
- Scarpa d'oro del mondiale: 1

Spagna 1982 (6 gol)
- Pallone d'oro: 1

1982
- World Soccer's World Player of the Year

1982
- Onze d'or

1982
- Miglior calciatore dell'anno secondo la rivista italiana Guerin Sportivo

1982
- Capocannoniere della Coppa dei Campioni: 1

1982-1983 (6 gol)
- World Soccer's World Player of the Year

1982
- Guerin d'oro speciale

1987
- Inserito nella FIFA 100

2004
- Inserito nelle "Leggende del Calcio" del Golden Foot

2007
- Inserito nella Hall of Fame del calcio italiano nella categoria "Veterano italiano"

2016
- Premio Nazionale Enzo Bearzot: 1

2020 (alla memoria)
- Inserito nella Walk of Fame dello sport italiano

2021

## Opere
- Ho fatto piangere il Brasile. Un'autobiografia, testi e interviste a cura di Antonio Finco, Arezzo, Limina, 2002, ISBN 88-86713-85-1.
- Vota Antonio. Cassano, il vero miracolo italiano, Arezzo, Limina, 2004. ISBN 88-88551-44-1.
- Juventus. Record, campioni e imprese della vecchia signora, a cura di e con Federica Furino, Milano, Mondadori, 2008. ISBN 978-88-04-58377-6.
- 1982. Il mio mitico mondiale, con Federica Cappelletti, Milano, Kowalski, 2012, ISBN 978-88-7496-815-2.
- Quanto dura un attimo. La mia autobiografia, con Federica Cappelletti, Milano, Mondadori, 2019, ISBN 978-88-04-72326-4.

## Filmografia
- Lucignolo, regia di Massimo Ceccherini (1999)
- Centravanti nato, regia di Gianclaudio Guiducci – documentario (2007)
- Giovanni Paolo II, il papa beato e sportivo, regia di Tommaso Liguori – documentario (2011)
- Paolo Rossi - Un campione è un sognatore che non si arrende mai, regia di Michela Scolari e Gianluca Fellini – documentario (2018)
- Ti vogliamo bene Francesco Nuti, regia di Enio Drovandi – documentario (2021)